# Ким (Марий Эл)
 Ким  — деревня в Медведевском районе Республики Марий Эл. Входит в состав Кузнецовского сельского поселения.

## География
Находится на расстоянии приблизительно 12 км по прямой на северо-восток от города Йошкар-Ола.

## История
Основан в 1930 году в связи с организацией коммуны «Коммунистический интернационал молодежи» на месте хутора Дьячего, принадлежавшего Мироносицкому монастырю. Назван по имени коммуны. В 1959 году проживало 70 человек. В 1967 году в деревне было 16 хозяйств, проживали 37 человек. В советское время работал колхозы «Ким» и «Россия», позднее птицеводческое хозяйство ОАО «Ким».

## Население
Население составляло 304 человека (мари 53 %, русские 36 %) в 2002 году, 302 в 2010.